# Liga Peruana de Lucha contra el Cáncer
La Liga Contra el Cáncer es una asociación privada peruana, de carácter benéfico social y sin fines de lucro. Si bien no es la primera organización en combatirla, debido a la existencia de la liga anticancerosa peruana en 1914, es una de las responsables de la colecta nacional que la finanza en la actualidad. 

## Historia
Se constituyó el 12 de noviembre de 1950, con el propósito de aunar voluntades y recursos para destinarlos a la lucha contra el cáncer, considerado como tercera mayor causa de muerte en el país. Tres años después se inaugura el Centro Detector del Cáncer de Lima para reportar avances en la oncología a nivel local y posteriormente nacional.

### Misión y visión
La misión de la Liga es la prevención del cáncer en todas las modalidades conocidas o que en el futuro se conozcan, a través de la investigación, la educación, la defensa, y el servicio. La asociación considera al cáncer como un "problema de salud importante" que debe ser descartado en cualquier diagnóstico.
La Liga tiene su sede central en Lima y desarrolla su actividad en todo el Perú por medio de sus 18 filiales en provincias. Está afiliada a la Unión Internacional Contra el Cáncer (UICC) y a la Asociación de Ligas Iberoamericanas Contra el Cáncer (ALICC). Está asociada con el Instituto Nacional de Enfermedades Neoplásicas y trabaja junto a la American Cancer Society (ACS).
Fue reconocida en el país de origen en el año 2009 por el Estado peruano con la Orden El Sol del Perú, en el Grado de Gran Oficial. Debido a su desinteresada labor de más de 60 años de lucha contra el cáncer, su prevención y preocupación por la disminución del sufrimiento de las personas que la padecen. En 2010 recibió el prestigioso premio Clarence H. Moore, al ser la organización de voluntariado que más ha aportado a la salud en todas las Américas, por la PAHEF de la Organización Panamericana de la Salud (OPS / PAHEF).

## Funciones
Sus funciones se articulan en tres pilares básicos:
1. Representar a la sociedad civil ante los poderes constituidos para facilitar la adopción de medidas y políticas que garanticen servicios para la prevención de la enfermedad, la investigación y mejor asistencia de los afectados por ella.
2. Promover la participación y la movilización ciudadana con el objeto de implicar a la comunidad en la búsqueda de soluciones en la lucha contra el cáncer.
3. Planificar y ejecutar estrategias, programas y servicios de atención a los enfermos y sus familias de prevención, de formación e investigación.

## Campañas e hitos
En 2005 se realizó una maratón auspiciado por Avon que fue financiada para la organización. Contó como imagen principal a Fabiola de la Cuba.
La Liga Contra el Cáncer realizó 300 mil atenciones en 2015.
El 2010 los centros detectores que funcionan en Comas, Surquillo, Pueblo Libre, entre otros, atendieron más de 86,000 personas. Mientras que las unidades móviles en las zonas urbanas marginales, fábricas e instituciones atendieron más de 25,000 personas.
A partir octubre de 2000 se instalaron mamógrafos en los centros detectores de Surquillo y Pueblo Libre, así como las filiales de Trujillo, Cajamarca, Chiclayo y Arequipa, Hospital María Auxiliadora, Universidad Cayetano Heredia, en Lima. En total se realizaron cincuenta mil instalaciones para la detección del cáncer de mama.
El voluntariado de la La Liga con el apoyo de la UICC desarrolló el “Programa de educación y prevención de cáncer” para casi 32 mil estudiantes de sexto grado de primaria a quinto de secundaria.

## Directorio
- Adolfo Dammert Ludowieg, Presidente.
- Manuel José Ayulo Polo, Vicepresidente.
- Fernando de la Flor Belaúnde, Tesorero.
- Jaime Cáceres Sayán, Secretario.
- Marino Costa Bauer, Director.
- Caridad de la Puente Wiese, Director.
- Daniella Raffo Porcari, Director.
- Gonzalo de Losada León, Director.
- Elias Petrus Erasmo Fernandini Bohlin, Director
- Raúl Velarde Galdós, Director médico